# Asseco Resovia
Asseco Resovia är en volleybollklubb (herrar) från Rzeszów, Polen. Klubben grundades 1906 under namnet Akademicki Klub Sportowy Rzeszów (som det behöll till 2006). Det spelar i PlusLiga (högsta serien i Polen) och har blivit polska mästare sju gånger (1970-1972, 1973-1975, 2011-2013 och 2014-2015) och vunnit polska cupen tre gånger (1974-1975, 1982-1983 och 1986-87). På Europanivå har de nått final i CEV Champions League två gånger (1972/1973 och 2014/2015) och i CEV Cup en gång (2011/2012).